# Second Sighting
Second Sighting é 3º álbum de Ace Frehley e o 2º e último com a banda, Frehley's Comet. Esse álbum chegou à posição número 82 no Billboard 200 e na 79 no UK Albums Chart em 1988.

## Faixas
1. "Insane" (Ace Frehley, Gene Moore) – 3:45
  - Vocal - Ace Frehley
2. "Time Ain't Runnin' Out" (Tod Howarth) – 3:52
  - Vocal - Tod Howarth
3. "Dancin' With Danger" (Frehley, Dana Strum, Spencer Proffer, Streetheart) – 3:25
  - Vocal - Ace Frehley
4. "It's Over Now" (Howarth)– 4:39
  - Vocal - Tod Howarth
5. "Loser in a Fight" (Howarth, John Regan) – 4:33
  - Vocal - Tod Howarth e Ace Frehley
6. "Juvenile Delinquent" (Frehley) – 5:13
  - Vocal - Ace Frehley
7. "Fallen Angel" (Howarth) – 3:44
  - Vocal - Tod Howarth
8. "Separate" (Frehley, Regan) – 4:56
  - Vocal - Ace Frehley
9. "New Kind of Lover" (Howarth) – 3:14
  - Vocal - Tod Howarth
10. "The Acorn Is Spinning" (Frehley, Regan) – 4:50
  - Instrumental

## Formação
- Ace Frehley - Guitarras, Vocal
- Tod Howarth - Guitarras, Teclados, Vocal
- John Regan - Baixo, Vocal de apoio
- Jamie Oldaker - Bateria, Percussão